# 12-я артиллерийская дивизия прорыва
12-я артиллерийская Краснознамённая, орденов Кутузова и Богдана Хмельницкого дивизия прорыва — тактическое соединение Рабоче-крестьянской Красной армии, действовавшее в Великой Отечественной войне.
Период нахождения в составе действующей армии: 31 декабря 1942 — 13 апреля 1944, 14 июня 1944 — 9 мая 1945.

## История
Формирование 12-й артиллерийской дивизии прорыва РГК началось осенью 1942 года. Соединение создавалось с ноября 1942 года в лагере Чебаркуль в Челябинской области при Сталинградском учебном артиллерийском центре. Создание завершилось 17 декабря. 31 декабря 1942 года дивизия отправилась на фронт. Днём формирования дивизии стал считаться 15 декабря 1942, когда полковник Курковский принял командование дивизией. На фронт убыла, имея в составе 41-ю пушечную артиллерийскую бригаду, 32-ю гаубичную артиллерийскую бригаду, 46-ю лёгкую артиллерийскую бригаду и 819-й отдельный разведывательный артиллерийский дивизион. В марте 1943 к дивизии присоединилась 11-я миномётная бригада. 10—11 мая 1943 в дивизию прибыли 89-я тяжёлая гаубичная артиллерийская бригада и 104-я гаубичная артиллерийская бригада большой мощности.
Первый бой дивизии состоялся 26—31 января 1943. Соединение занималось прорывом обороны вермахта в районе Гатище — Навесное и наступлении на Касторненское направление на стыке Брянского и Воронежского фронтов. Огонь позволил сокрушить противника и дать путь наступавшим 182-й, 8-й, 15-й и 307-й сд.

### Дмитриев-Севская операция
В середине февраля 1943 дивизия получила задачу подавить огнём противника в направлении Усть-Кунач, Усть-Лески, Гревцево, Лазаревка, Дросково и создать возможность прорыва 6-й гв. и 37-й стрелковых дивизий. Дросковский узел сопротивления был подавлен. 299-я и 383-я пехотные дивизии противника под ударами отошли в начале марта на рубеж Каменка, Ново-Александровка, Столбецкое, Нагорный, 2-й Хорошевский, Никитовка, Панская, Красная Слободка
17 марта, на левом фланге 48-й армии, на участке Никитовка — Панская, 6-я гвардейская и 399-я стрелковые дивизии перешли в наступление. 12-я адп участвовала в 50-минутной артподготовке. 46-я лабр вела огонь прямой наводкой. Однако дивизии не смогли использовать силу огня. После чего начавшаяся весенняя распутица, недостаток боеприпасов, горючего и продовольствия заставили перейти к обороне.
В конце апреля 1943 года дивизия передислоцировалась на правый фланг 13-й армии в полосу 4-й и 148-й сд. Подготовила и частично заняла боевые порядки в районе Майская Зорька, Вавилоновка, Гринёвка, Сидоровка, Протасово, Павловка, Семёновка, Тросна, Согласный. Позади позиций расположился Малоархангельск. Спереди позиции занимала 78-я пехотная дивизия СВ нацистской Германии по правому берегу реки Неручь..

### Сражение на северном фасе Курской дуги
К началу Курской битвы 12-я артиллерийская дивизия прорыва находилась в составе 4-го артиллерийского корпуса прорыва 13-й армии Центрального фронта.
Перед началом сражения 15-му стрелковому корпусу (74, 148, 143 сд) 13-й армии РККА противостояли 4 пехотные дивизии (383, 86, 216, 78) и до 3 танковых дивизий (18, 9, 2) сухопутных войск нацистской Германии.
5 июля 1943 года в 2:00 дивизия в составе 4 бригад (41, 32, 46, 11) произвела 30-минутную артподготовку по заранее разработанному плану. Противник утром провёл аналогичную артподготовку. Затем в бой пошли Пантеры, Тигры и Фердинанды. Часть НП артиллеристов оказались отрезанными. Для 232-го миномётного полка создалась угроза окружения. Артиллеристы были вынуждены вступать в бой, используя ручное стрелковое оружие и гранаты. В ходе боя пожертвовал жизнью сержант-миномётчик Манзус Ванахун в районе хутора Согласный к западу от Малоархангельска. В окоп позиции сержанта ворвались восемь пехотинцев противника, Ванахун сорвал с артиллерийской мины колпачок и ударил её взрывателем по опорной плите миномёта, поразив нападавших. Президиум Верховного Совета СССР присвоил ему звание Героя Советского Союза.
Под натиском противника советская пехота начала отход из лощины Тросна (Малоархангельский район). Огневые позиции 208-го миномётного полка остались без прикрытия. В ходе контратаки под командованием начальника штаба 208-го минп капитана Пожара, противник был отброшен огнём миномётов и противотанковых орудий.
За время июльских боёв 208 минп несколько раз перебрасывался на самые опасные участки боёв. За мужество и отвагу 112 человек из состава полка награждены орденами и медалями СССР. Командир полка майор Дудов награждён орденом Ленина.
Два батальона пехоты, 30 танков и САУ прорвались из района Согласный, высота 254.6 и, потеснив левый фланг 469-го стрелкового полка 148-й сд, ринулись на Протасово. Пехота отошла на юго-восток, оставив без прикрытия 872-й гаубичный артиллерийский полк. Артиллеристы встретили противника огнём из гаубиц, прямой наводкой уничтожив 5 танков, 3 САУ. Немцы отошли на гребень высоты 243.9 и открыли огонь по позициям полка. Начались ожесточённые бои за Протасово, в течение 10 часов артиллеристы без пехоты удерживали село. Затем подошедшая советская пехота восстановила положение. За 2 дня боя 872-й гап уничтожил 18 танков и САУ, подавил 4 артиллерийские и 4 миномётные батареи, уничтожил свыше 300 немецких солдат и офицеров. Потери полка: 3 человека убитыми, 8 ранеными, один грузовик Студебеккер разбит, израсходовано 3145 снаряда. За умелое руководство боем и массовый героизм личного состава, майору Николаю Петровичу Иванову присвоено звание Героя Советского Союза.
У Гринёвки произошёл ожесточённый бой 6 июля 1943. 40 танков с несколькими ротами немцев переходили в атаку несколько раз на позиции 539-го гаубичного артиллерийского полка. Потери противника составили 11 танков.   
Немцы последовательно окружали и уничтожали наблюдательные пункты с разведчиками и связистами на высотах. В ходе боя на НП командир батареи лейтенант Александр Герасимович Губарь из личного оружия убил 12 немцев и был смертельно ранен осколком снаряда. Указом Президиума Верховного Совета СССР от 7 августа 1943 Губарю посмертно присвоили звание Героя Советского Союза.
11 июля противник перешёл к обороне. 13 июля 12-я артиллерийская дивизия прорыва заняла боевые порядки 15-го СК (148, 143, 74 сд) в районе Зелёная Роща, Вавилоновка, Юдинка, Прогресс, Малорахангельск. 15—18 июля дивизия поддерживала огнём наступавший 15-й стрелковый корпус. 18 июля пехота достигла рубежа реки Неручь, восстановив положение до 5 июля. За период боёв западнее Малоархангельска уничтожено: 33 танка, 14 артбатарей, 7 минбатарей; подбито: 120 танков, 22 САУ, подавлено 92 артбатареи, 24 минбатареи, 5 6-ствольных РСЗО, разрушено 10 дзотов.
18 июля дивизия (без 89 тгабр и 104 габр БМ) вышла в позиционный район Окоп, Ясная Поляна, Подолянь, Бобрик, Степь и заняла боевые порядки с задачей поддержать действия 17-го гв. СК (13, 6 гв., 70 сд) 13-й армии по прорыву на участке Новый Хутор — Воронец. Операция успеха не имела.

### Орловская стратегическая наступательная операция «Кутузов»
21 июля 1943 года дивизия совершила марш в полном составе в район 70-й армии. С 22 июля по 9 августа дивизия обеспечивала наступление 106-й, 162-й, 140-й сд, сопровождала танки 3-го и 16-го танковых корпусов 2-й танковой армии. Ведя бои в районах Ломовец, Похвиснево, Шебелено, Новая Жизнь, Крупышино, Лубянки. Противник с боями отходил на север.
10 августа дивизия начала передислокацию в район Севска в полосу 65-й армии.
Совершив марш, дивизия сосредоточилась западнее г. Дмитриев-Льговский. К 16 августа полки заняли боевые порядки в районе Успенский, Вознесенский, Юшина, Гапонова, Воля, имея задачу поддерживать 18-й СК (354, 149, 37 гв. сд) и обеспечить наступательные действия 7-го гвардейского механизированного корпуса.
Противник перед фронтом дивизии оборонялся частями 137-й, 251-й пд, имея передний край по рубежу Малые Прудки, Ферыгин, высоту 216.2, северные окраины Рождественского, Стрелецкое и Севск. С марта вермахт соорудил эшелонированную оборону, создав развитую сеть траншей, дзотов, крытых пулемётных точек. Река Сев прикрывала их спереди. В распоряжении противника были все господствующие высоты. Свои НП он расположил так же на церквях в Ново-Ямское, Чамлыж и Севск. Боевые порядки РККА просматривались на всю тактическую глубину. Огневые позиции 41-й пабр и 104 габр БМ подвергались ожесточённой бомбардировке. Противник спешно подтянул на этот участок 7-ю и 31-ю пд и 8-ю танковую дивизию.
28 августа артиллерийская подготовка. На протяжении 3 дней бои шли с переменным успехом. Шведчиково и Княгинено несколько раз переходили из рук в руки. Затем противник стал отходить на рубеж реки Десна. Немцы жгли оставляемые сёла и города. 18-й СК и 7-й гв. мехк шли вперёд при поддержке 12-й артиллерийской дивизии прорыва.
Противник попытался закрепиться на высоте 222.3 западнее Орлии (Брянская область). Автоматный огонь заставил залечь советскую пехоту. Командир 786-го лёгкого артиллерийского полка подполковник Соколов, выведя полк на прямую наводку, оценил обстановку. Рассредоточив орудия в деревне Орлия, собрал личный состав полка и повёл его в атаку. Артиллеристы взяли высоту без потерь и очистили путь пехоте к продвижению на запад.
2 сентября по данным авиаразведки противник грузил артиллерию, автомашины, боеприпасы на станции Зёрново в г. Середина-Буда. Командир 10-й батареи 104-й габр БМ старший лейтененат Пирогов ночью подтянул 203-мм гаубицу Б-4 на расстояние 600 метров от переднего края под оружейно-пулемётным огнём 3 часа вёл огонь по станции Зёрново и городу Середина-Буда. В 3:00 3 сентября орудие возвращено на основную огневую позицию (ОП). За смелые решительные действия Пирогов награждён орденом Отечественной войны 1 степени.
К 5 сентября противник откатился за реку Десна, надеясь закрепиться на её западном берегу. Но стремительный натиск войск Центрального фронта РККА не дал осуществиться этим планам и река Десна была с ходу форсирована. Немецкие войска стали отходить за Днепр.
6—7 сентября дивизия двигалась по Сумской области УССР.
8 сентября дивизия совершила марш более 100 км по маршруту Саранчино, Чуйковка, Никитовка, Слоут и сосредоточилась в районе Черториги, Землянка, где до 27 сентября ремонтировала тягачи, автомашины, орудия, приводила в порядок личный состав, накапливала боеприпасы и горючее. Органы разведки вели с 11 по 17 сентября разведку противникка задержавшегося на реке Десна на участке Разлёты — Городище и после отхода противника возвратились в район сосредоточения.

### Битва за Днепр
После боёв на рубеже реки Десна 251-я, 86-я и 7-я пехотные дивизии СВ НГ отошли на западный берег Днепра и начали поспешно создавать оборону.
К моменту прихода дивизии в позиционный район левый берег Днепра был полностью очищен от противника. Части 12-й гв. сд форсировав реку, заняли выступ правого берега на рубеже Глушец — Власенко. 81-я сд форсировала Днепр севернее и закрепилась. Противник частыми контратаками пытался сбросить советские войска в реку, но безуспешно.

## Состав
- 32-я гаубичная артиллерийская бригада
- 41-я пушечная артиллерийская Познанская бригада
- 46-я лёгкая артиллерийская Радомско-Бранденбургская, дважды Краснознамённая, орденов Суворова, Кутузова и Александра Невского бригада
- 89-я тяжёлая гаубичная артиллерийская бригада
- 104-я гаубичная артиллерийская бригада большой мощности
- 11-я миномётная Люблинская бригада
- 819-й отдельный разведывательный артиллерийский дивизион
- 881-й автотранспортный батальон[2]

## В составе
Дивизия находилась в подчинении 4-го и 6-го артиллерийских корпусов прорыва, Западного, Белорусского, 2-го и 1-го Белорусского фронтов.

## Герои Советского Союза
- Барышев, Николай Герасимович, красноармеец, разведчик взвода управления 1007-го лёгкого артиллерийского полка 46-й лёгкой артиллерийской бригады.
- Ванахун, Манзус, сержант, командир миномётного расчёта 232-го миномётного полка 11-й миномётной бригады.
- Губарь, Александр Герасимович, лейтенант, командир батареи 872-го гаубичного артиллерийского полка 32-й гаубичной артиллерийской бригады.
- Жеребцов, Василий Семёнович, младший сержант, наводчик орудия 786-го лёгкого артиллерийского полка 46-й лёгкой артиллерийской бригады.
- Зорин, Григорий Трофимович, младший сержант, командир отделения разведки 2-го дивизиона 786-го лёгкого артиллерийского полка 46-й лёгкой артиллерийской бригады.
- Иванов, Николай Петрович, майор, командир 872-го гаубичного артиллерийского полка 32-й гаубичной артиллерийской бригады.
- Колотилов, Леонид Алексеевич, полковник, командир 11-й миномётной бригады.
- Левченко, Александр Дмитриевич, старший сержант, командир отделения разведки взвода управления 1007-го лёгкого артиллерийского полка 46-й лёгкой артиллерийской бригады.
- Павлов, Николай Спиридонович, сержант, командир орудия 1007-го лёгкого артиллерийского полка 46-й лёгкой артиллерийской бригады.
- Пуртов, Фёдор Петрович, капитан, командир дивизиона 786-го лёгкого артиллерийского полка 46-й лёгкой артиллерийской бригады.
- Сидельников, Василий Михайлович, старшина, командир огневого взвода 1007-го лёгкого артиллерийского полка 46-й лёгкой артиллерийской бригады.
- Трифонов, Феоктист Андреевич, старший лейтенант, командир батареи 89-й тяжёлой гаубичной артиллерийской бригады.
- Тураев, Джуракул, младший сержант, наводчик орудия 1007-го лёгкого артиллерийского полка 46-й лёгкой артиллерийской бригады.
- Хлуднев, Фёдор Матвеевич, красноармеец, орудийный номер расчёта орудия 89-й тяжёлой гаубичной артиллерийской бригады.